# Річардс Бірзіньш
Річардчс Бірзіньш (латис. Ričards Birziņš; 24 квітня 1989, м. Рига, Латвія) — латвійський хокеїст. Амплуа — захисник, виступає в ризькому Динамо-Юніорс, виступав у складі юніорської збірної Латвії (U-18).

## Коротка ігрова кар'єра
Річардчс Бірзіньш — молодий латвійський хокеїст, розпочав свою ігрову кар'єру в Ризі в місцевих юнацьких командах, а згодом взяв участь в іграх латвійської ліги. Саме в час латвійського «хокейного буму» (після проведеного в Ризі хокейного чемпіонату світу 2006 року), коли було створено кілька напівпрофесійних клубів й повноцінно заявила про себе хокейна ліга Латвії, тоді й заявили про себе молоді вихованці латвійського хокею. Молодий перспективний захисник юнацької збірної Латвії провів чотири сезони в своїй першій команді SK LSPA/Riga.
Коли ж, на теренах Латві, постав новий клуб «Динамо-Рига», який брав участь у Континентальній Хокейній Лізі, до нього перейшла значна частина хокеїстів колись відомої команди ХК Рига 2000, яка на той час стала фарм-клубом «динамівців». Тому керівництво цього клубу вирішило поповнити свої лави перспективними молодими гравцями молодіжної збірної країни, а Річардчс, на той час, уже виступав в цій команді. Таким чином в сезоні 2008/2009 Річардчс Бірзіньш спробував себе в Екстралізі Білорусі. 
А вже в сезоні 2009/2010, внаслідок чергової реорганізації, Річардчс Бірзіньш (не міняючи місця перебування) виступав уже як повноцінний гравець фарм-клубу «Динамо-Риги» — «Динамо-Юніорс» (Рига) в тій такі Екстралізі Білорусі.
| Річардчс Бірзіньш | Річардчс Бірзіньш           | Річардчс Бірзіньш | Річардчс Бірзіньш | Річардчс Бірзіньш | Річардчс Бірзіньш |      |                |
| Сезон             | Команда                     | Ліга              | Ігри              | Голи              | Передачі          | Очки | Хвил. вилучень |
| ----------------- | --------------------------- | ----------------- | ----------------- | ----------------- | ----------------- | ---- | -------------- |
| 2005/2006         | SK LSPA/Riga                | Латвія            | ???               | 1                 | 3                 | 4    | 0              |
| 2006/2007         | ХК Рига 2000/SK LSPA/Riga   | Екстраліга+Латвія | ???               | ???               | ???               | ???  | ???            |
| 2007/2008         | SK LSPA/Riga                | Латвія            | 45                | 2                 | 6                 | 8    | 28             |
| 2008/2009         | SK LSPA/Riga / ХК Рига 2000 | Латвія+Екстраліга | 23+6              | 0+0               | 14+0              | 14+0 | 73+0           |
| 2009/20010        | Динамо-Юніорс               | Екстраліга        | 52                | 3                 | 17                | 20   | 52             |